# Destra-Sinistra
Destra-Sinistra è una canzone di Giorgio Gaber, pubblicata nel 1994, nell'album dal vivo Io come persona riproposta in versione registrata in studio nell'album La mia generazione ha perso (2001) e pubblicata in radio come singolo.

## Descrizione
La canzone si concentra sulle differenze tra l'ideologia politica di destra e quella di sinistra, verso le quali indirizza per tutto il testo una bonaria satira. La canzone, infatti, verte sulla contrapposizione fra una lunga serie di luoghi comuni - a tratti anche improbabili, ironici, o paradossali - attribuibili, per stereotipo, all'una o all'altra ideologia. È lo stesso Gaber a specificare come le differenze di sostanza fra le due parti, andando oltre alla mera apparenza o agli aspetti folkloristici, appaiano diventate difficili da individuare. Nel ritornello, tuttavia, indugia sull'idea che l'«ideologia, malgrado tutto, credo ancora che ci sia», definendola come «la passione, l'ossessione», per la propria diversità che, però, «al momento dov'è andata non si sa». In altre parole, le diversità fra chi si definisce di una parte piuttosto che dall'altra è per Gaber spesso solamente basata su aspetti di apparenza, secondari, irrilevanti, più che di sostanza.
Nel 2022 il giornalista Vittorio Feltri, in una intervista ad Aldo Cazzullo, si attribuì una delle strofe più ironiche del testo, affermando: «"destra-sinistra" me la fece sentire mentre la stava scrivendo; "il cesso è sempre in fondo a destra" è mia», sebbene nell'archivio Siae il testo risulti registrato interamente come opera di Sandro Luporini, storico collaboratore di Gaber.

## Cover
Il brano negli anni ha avuto anche varie reinterpretazioni da vari artisti.
Nel 2012 esce il disco ...Io ci sono, una raccolta dei brani più noti e più importanti di Giorgio Gaber reinterpretati da altri artisti, come Max Pezzali, J-Ax, Emma Marrone, Renzo Arbore, e una cover in particolare è proprio Destra-sinistra, contenuta nel cd 3 (sono tre i dischi di questa raccolta) realizzata da Marco Mengoni.
Durante una puntata del 2015 di Sorci verdi, programma di J-Ax, il rapper ha cantato col suo collega Fedez Destra-sinistra, con la partecipazione anche di Paolo Jannacci che ha interpretato la frase iniziale e la frase finale del brano, oltre ad aver suonato la chitarra durante l'interpretazione.